# Feucherolles
Feucherolles är en kommun i departementet Yvelines i regionen Île-de-France i norra Frankrike. Kommunen ligger i kantonen Saint-Nom-la-Bretèche som tillhör arrondissementet Saint-Germain-en-Laye. År 2022 hade Feucherolles 3 038 invånare.

## Befolkningsutveckling
Antalet invånare i kommunen Feucherolles
| Referens: INSEE |